# Parallélisme (philosophie)
En philosophie, le parallélisme psycho-physique, ou psycho-physiologique, est la thèse selon laquelle les phénomènes psychiques et physiques constituent deux séries sans lien de causalité entre elles, mais entre lesquelles il est possible d'établir des rapports de correspondance. Selon la position paralléliste, les états physiques causent uniquement des états physiques, et les états
mentaux causent uniquement des états mentaux.
Cette thèse peut être soit une affirmation ontologique quant à la réalité des choses, soit un simple postulat méthodologique dont l'intention est alors de permettre au psychologue et au neurophysiologiste de travailler en évitant de réduire un domaine à l'autre. Sous la première forme, elle implique une forme de dualisme, tandis que sous la seconde, elle tend vers le matérialisme.

## Origine et histoire
La métaphore géométrique du « parallélisme » est de Leibniz et apparaît pour la première fois en 1702 dans ses Considérations sur la doctrine d'un esprit universel :

« J'ai établi un parallélisme parfait entre ce qui se passe dans l'âme et ce qui arrive dans la matière, ayant montré que l'âme avec ses fonctions est quelque chose de distinct de la matière, mais que cependant elle est toujours accompagnée des organes de la matière […] et que cela est réciproque et le sera toujours. »

Chez Leibniz, comme avant lui chez Spinoza, le parallélisme est général et il découle de son panpsychisme.
Dans la version spinozienne du parallélisme, il y a correspondance nécessaire entre une idée et son objet donc entre l'ordre causal des unes et des autres bien que les unes et les autres soient de type différent. Par exemple l'idée de cercle comme rotation d'un segment de droite et un cercle physiquement tracé ainsi, seront en correspondance même si l'idée n'est pas le cercle. Une même causalité unique (production d'un cercle) est ainsi exprimée de deux manières différentes, selon un mode conceptuel ou selon un mode physique, chacun avec leurs systèmes propres d'expression.
Dans la version leibnizienne du parallélisme, c'est Dieu qui, à l'origine, a réglé l'accord entre d'un côté la série des « causes efficientes » qui modifient les corps et de l'autre la série des « causes finales » qui modifient les états de l'âme. Ce modèle de l'« harmonie préétablie » ou de la concomitance entre le corps et l'esprit constituera plus tard un paradigme classique et théologique du parallélisme.
Ce parallélisme a ensuite été restreint à la relation entre le cerveau et l'esprit par les physiologistes du XIXe siècle comme Wilhelm Wundt et est devenu une thèse proche du matérialisme, puisque les événements physiques passent pour plus réels que leurs correspondants mentaux, qui ne se produisent que sous la condition d'une certaine activité cérébrale. Avec cette forme restreinte de parallélisme, l'égalité ontologique a été rompue : tous les événements mentaux correspondent à des événements physiques mais, désormais, la réciproque n'est pas vraie. Bergson y voit, pour cette raison notamment, une thèse contradictoire.
Le parallélisme psychophysique est aujourd'hui l'une des réponses présentée pour résoudre le problème du corps et de l'esprit, dans le cadre de la philosophie de l'esprit. Cette réponse est rarement adoptée comme telle aujourd'hui mais des philosophes aussi notables que Thomas Nagel ou David Chalmers en défendent la pertinence et penchent en sa faveur.